# Mariví Ugolino
Mariví Ugolino (Salto, 15 de diciembre de 1943-Atlántida, 5 de noviembre de 2024) fue una escultora uruguaya.

## Trayectoria
Realizó estudios en la Facultad de Arquitectura de la Universidad de la República y en el Instituto Escuela Nacional de Bellas Artes. Graduada en escultura en la Escuela Pedro Figari de UTU en 1975, complementó su formación teórica con Guillermo Fernández y otros artistas a nivel nacional e internacional.
Impartió clases de escultura en su taller de Montevideo y en donde trabajaba regularmente en su propia obra. Fue asesora de la Dirección Nacional de Cultura del Ministerio de Educación y Cultura, así como en la Comisión de Patrimonio, además de realizar tareas de investigación.
Su obra se caracteriza por una fuerte presencia emocional, donde los afectos y recuerdos afectivos tienen gran protagonismo. Trabajó con moldeados, fundición, ensamblaje de objetos encontrados y talla en madera, entre otras técnicas escultóricas.
A lo largo de su carrera participó en varias exposiciones, tanto individuales como colectivas.

## Premios y reconocimientos
- 2018 Fondo Concursable para la Cultura MEC, proyecto Cielo y tierra pasarán, Cementerio Británico, Montevideo, Uruguay.[4]
- 2000 Morosoli de Plata. Premio por su aporte a la cultura del país, Fundación Lolita Rubial.
- 1987 Primer premio. Concurso Monumento al Trabajador rural, Intendencia Municipal de Salto.
- 1985 Primer premio escultura. Segundo Salón de Escultura, Automóvil Club del Uruguay.
- 1985 Premio Ancap. Salón de San José.
- 1984 Premio Escultura, XXV Reunión de la Asamblea de Gobernadores del BID, Punta del Este.
- 1984 Mención Especial Salón de Escultura Banco República, Montevideo.
- 1984 Cuarto Premio Escultura Salón de Escultura Banco República, Montevideo.
- 1983 Premio Adquisición 31 Salón Municipal, Montevideo
- 1980 Premio Intendencia Municipal de San José, Primer Salón Departamental de San José, Uruguay.
- 1980 Segundo Premio Escultura, Segundo Salón del Interior, Rocha, Uruguay.
- 1979 Primer Premio de Dibujo. Primer Salón del Interior, Rocha, Uruguay.
- 1978 Premio Escultura. Cámara de Industrias, Punta del Este, Maldonado
- 1978 Premio Adquisición. Salón Nacional, Montevideo, Uruguay.
- 1977 Primer premio Artistas Salteños. Salón de Primavera, Salto.
- 1977 Primer Premio escultura. Salón de Artes Plásticas, Canelones.
- 1976 Gran Premio Salón Bicentenario. Alianza Uruguay-Estados Unidos, Montevideo.[5]